# Arquidiócesis de Shkodër-Pult
La arquidiócesis de Shkodër-Pult (en latín: Archidioecesis Scodren(sis)-Pulaten(sis) y en albanés: Kryedioqeza e Shkodrës-Pult) es una circunscripción eclesiástica latina de la Iglesia católica en Albania, sede metropolitana de la provincia eclesiástica de Shkodër-Pult. La arquidiócesis tiene al arzobispo Angelo Massafra, O.F.M. como su ordinario desde el 25 de enero de 2005.

## Territorio y organización
La arquidiócesis extiende su jurisdicción sobre los fieles católicos de rito latino residentes en los distritos de  Malësi e Madhe y Shkodër del condado de Shkodër.
La sede de la arquidiócesis se encuentra en la ciudad de Shkodër, en donde se halla la Catedral de San Esteban. 
En 2020 la arquidiócesis estaba dividida en 40 parroquias. 

## Historia
La diócesis de Shkodër (Scutari en italiano) fue erigida circa 305. El primer obispo conocido de Shkodër fue Basso en 387. Shkodër era originalmente sufragánea de Tesalónica, que era la sede del primado de todo el Ilírico, pero cuando Justiniano I transfirió la primacía a Ohrid, Shkodër se convirtió en sufragánea de la arquidiócesis de Justiniana Prima. La diócesis probablemente desapareció durante la conquista eslava de los Balcanes. A principios de la Edad Media (alrededor de 877), Shkodër había sido restablecida y era sufragánea de la arquidiócesis de Doclea, y desde el siglo XI fue sufragánea de la arquidiócesis de Bar. No se conoce ningún obispo desde el siglo VII hasta mediados del siglo XII.
La diócesis de Pult fue erigida en el siglo IX y originalmente era sufragánea de la arquidiócesis de Doclea. Más tarde se convirtió en sufragánea de la arquidiócesis de Tesalónica. De 1340 a 1520 hubo dos diócesis de Pult o Pulati, llamadas respectivamente Pulati mayor y Pulati menor.
Hacia fines del siglo XV la diócesis de Shkodër entró en un período de decadencia y fue considerada como una diócesis in partibus infidelium y su título fue otorgado a Nicolò Lupi, obispo auxiliar de Treviso y luego a Giacomo de Humano, obispo auxiliar de Siracusa. Sin embargo, el sucesor Pedro Cardona fue obligado a residir en la diócesis. A principios del siglo XVI, la diócesis quedó bajo el dominio del Imperio otomano. En el período siguiente, la mayor parte de la población se convirtió al islam. A los católicos solo se les permitía ejercer su religión de forma limitada.
De 1524 a 1534 la sucesión episcopal presenta una interrupción, seguida de un largo período de vacancia de 1543 a 1575. Incluso en los años siguientes, hasta 1622, la sucesión episcopal es a veces discontinua o incierta. Poco después de 1530 se suprimió la diócesis de Suacia y se unió su territorio al de la diócesis de Shkodër. El 20 de abril de 1641, debido a la ausencia del obispo, el gobierno de la diócesis de Drivasto quedó encomendado al obispo de Shkodër; la diócesis de Drivasto fue suprimida poco después y su territorio unido al de la diócesis de Shkodër.
También la sucesión de los obispos de Pult a fines del siglo XV se volvió incierta y se interrumpió antes de mediados del siglo XVI para reanudarse recién en 1656. Durante este largo período de interrupción solo el nombre de un obispo dominico polaco que estuvo activo se sabe en 1574. A partir de 1654 se convirtió en sufragánea de la arquidiócesis de Bar. En 1703 la diócesis de Pult cedió algunas parroquias a la diócesis de Sapë. La residencia del obispo estaba en el pueblo de Giovagni o Gioagni (Gjoani).
El 14 de marzo de 1867, en virtud del breve Ex debito del papa Pío IX, la diócesis de Shkodër se unió aeque principaliter con la arquidiócesis de Bar y, en consecuencia, se elevó al rango de arquidiócesis metropolitana, con las sufragáneas Lezhë, Pult y Sapë.
El 23 de octubre de 1886 la arquidiócesis de Shkodër fue nuevamente dividida de la de Bar mediante el breve In sublimi del papa León XIII, permaneciendo sin embargo como arquidiócesis metropolitana y conservando todas las sufragáneas, que fueron confirmadas con el breve Quae catholico nomini por el mismo papa León XIII el 22 de abril de 1887.
El 5 de marzo de 1927 Don Gjon Hiluk Gazulli, que se opuso al rey Ahmed Zogu I tras considerar discriminación contra las zonas agrícolas católicas de Albania, por lo que fue condenado a muerte y ahorcado. Sus últimas palabras fueron: "Estoy muriendo inocentemente. ¡Viva Cristo, nuestro Rey! ¡Viva la Iglesia católica, nuestra Madre! ¡Viva el Papa, nuestro Padre! ¡Viva Albania y los verdaderos albaneses!" 
El 25 de enero de 1930, con el breve Incumbentis Nobis del papa Pío XI, se redefinieron las fronteras entre la arquidiócesis de Shkodër y la diócesis de Sapë.
En noviembre de 1990, después de que el padre Simon Jubani celebrara la primera misa pública tras el levantamiento de la prohibición de la religión establecido en 1967, la Santa Sede se apresuró a reconstruir las estructuras eclesiásticas de la arquidiócesis. En 1991 los católicos recuperaron la catedral de Shkodër, que había sido convertida en un polideportivo durante la dictadura comunista. En abril de 1993 la diócesis fue visitada por el papa Juan Pablo II.
El 25 de enero de 2005 la arquidiócesis de Shkodër se unió a la diócesis de Pult y tomó su nombre actual.
En julio de 2016 se inauguró el museo diocesano de Shkodër, el primero en toda Albania. Se conservan imágenes y objetos sagrados que datan principalmente del siglo XX.

## Episcopologio

### Sede de Shkodër
- Basso † (en la época del papa Siricio)[7]
- Senecio † (antes de 419 circa-después de 446)[8]
- Andrea I † (mencionado en 519)[8]
- Focas ? † (mencionado en 553)[9]
- Stefano I † (mencionado en 591)[8]
- Giovanni I † (antes de 597-después de 599)[8]
- Costantino † (mencionado en 602)[8]
- Anónimo (Giorgio ?) † (mencionado en 1142)[10]
- Pietro I † (mencionado en 1199)[11]
- Anónimos † (mencionados en 1234, 1250, 1251 y 1252)[12]
- Stefano II † (antes de noviembre de 1303-después de noviembre de 1318 renunció)[13]
- Pasquale † (mencionado en octubre de 1319)[14]
- Pietro II † (antes de octubre de 1320-después de junio de 1331 falleció)[15]
- Marco † (20 de agosto de 1346-después de 1351[16])
- Marino † (?-circa 1367 falleció)[17]
- Antonio da Saluzzo, O.P. † (23 de abril de 1367-después de 1370[18])
  - Emerico † (mencionado en 1373) (¿obispo titular?)[19]
- Francesco † (4 de mayo de 1388-?)
- Enrico, O.F.M. † (mencionado en 1390)
- Anduino † (mencionado en 1398)
- Cristoforo, O.E.S.A. † (10 de junio de 1401-14 de diciembre de 1401 nombrado obispo de Polignano)
- Migliorino Manfredi, O.F.M. † (14 de diciembre de 1401-circa 1403)
- Bartolomeo Vanni, O.E.S.A. † (5 de marzo de 1403[20] - 24 de agosto de 1403 nombrado obispo de Bovino)
- Progano Printzenago † (24 de agosto de 1403-después de 1405)[21]
- Giovanni II † (19 de marzo de 1407-después de 1440 falleció)
- Emanuele, O.P. † (9 de enero de 1451-después de 1459 falleció)
- Taddeo Pascaligo † (6 de marzo de 1465-? falleció)
- Bartolomeo Barbarigo † (9 de febrero de 1467-11 de octubre de 1471 nombrado obispo de Parenzo)
- Francesco II de Sanctis, O.F.M. † (14 de octubre de 1471-circa 1491 falleció)
- Nicolò Lupi † (14 de marzo de 1492-? falleció)
- Giacomo de Humano, O.E.S.A. † (10 de marzo de 1511-10 de agosto de 1517 falleció)
- Pedro Cardona, C.R.S.A. † (26 de febrero de 1518-1522 falleció)
- Girolamo Vascheri, O.F.M. † (3 de octubre de 1522-19 de septiembre de 1524 nombrado obispo de Guardialfiera)
- Antonio Beccari, O.P. † (23 de septiembre de 1534-1543 falleció)
  - Sede vacante (1543-1575)
- Teodoro Calompsi † (26 de octubre de 1575-circa 1578 falleció)
- Paolo da Zara, O.P. † (5 de marzo de 1582-1585 falleció)
- Duka Armani † (13 de junio de 1590-?)
- Andrea II † (?-circa 1622 falleció)
- Domenico Andreassi, O.F.M. † (23 de marzo de 1622-1637 falleció)
- Francesco Cruta † (10 de septiembre de 1640-circa 1645 falleció)
- Gregorio Frasini, O.F.M. † (10 de septiembre de 1646-circa 1656 falleció)
- Pjetër Bogdani † (6 de marzo de 1656-8 de noviembre de 1677 nombrado arzobispo de Skopie)
- Domenico Bubić (Babić) † (22 de noviembre de 1677-1686 falleció)
- Andrea Galata † (16 de septiembre de 1686-antes de 1690 falleció)
  - Marino Drago † (11 de febrero de 1690-22 de diciembre de 1693) (administrador apostólico)
- Antonio Negri (de Nigris) † (22 de diciembre de 1693-1702 falleció)
  - Peter Karagić, O.F.M. † (20 de agosto de 1698-15 de septiembre de 1698 nombrado obispo de Pult) (administrador apostólico)
- Antonio Babbi (Rabbi) † (15 de enero de 1703-octubre de 1728 falleció)
- Antonio Vladagni † (23 de diciembre de 1729-1740 falleció)
- Paolo Campsi (Campsinato di Pietro) † (25 de mayo de 1742-19 de abril de 1771 falleció)
- Giorgio Angelo Radovani † (29 de julio de 1771-23 de abril de 1787 nombrado arzobispo de Bar)
- Francesco Borzi † (23 de abril de 1787-11 de abril de 1791 nombrado arzobispo de Bar)
- Marco (Matteo) Crescesi † (11 de abril de 1791-24 de enero de 1808 falleció)
- Antonio Angelo Radovani † (8 de julio de 1808-3 de mayo de 1814 falleció)
- Antonio Dodmassei † (19 de diciembre de 1814-21 de julio de 1816 falleció)
- Nikolla Muriqi † (4 de julio de 1817-14 de febrero de 1824 falleció)
- Ambrogio Bruci † (24 de agosto de 1824-21 de junio de 1831 falleció)
- Benigno Albertini, O.F.M.Obs. † (13 de abril de 1832-24 de agosto de 1838 falleció)
  - Antonio Bassić † (11 de diciembre de 1838-1839 renunció)[22] (obispo electo)
- Luigi Guglielmi † (24 de septiembre de 1839-27 de septiembre de 1852 nombrado obispo de Verona)
- Giovanni Topić, O.F.M.Obs. † (27 de septiembre de 1853[23] - 17 de enero de 1859 renunció[24])
- Luigi Ciurcia, O.F.M.Obs. † (17 de enero de 1859 por sucesión-27 de julio de 1866 nombrado delegado apostólico en Egipto.[25])
- Karl Pooten † (15 de marzo de 1867-15 de enero de 1886 falleció)
- Pasquale Guerini † (23 de noviembre de 1886-noviembre de 1909 renunció[26])
- Giacomo Sereggi † (14 de abril de 1910-14 de octubre de 1921 renunció[27])
- Lazare Miedia † (19 de octubre de 1921-8 de julio de 1935 falleció)
- Gaspare Thaci † (27 de enero de 1936-25 de mayo de 1946 falleció)
  - Ernesto Çoba † (21 de enero de 1952-15 de abril de 1979 falleció) (administrador apostólico)
- Franco Illia † (25 de diciembre de 1992-22 de octubre de 1997 falleció)
- Angelo Massafra, O.F.M. (28 de marzo de 1998-25 de enero de 2005 nombrado arzobispo de Shkodër-Pult)

### Sede de Pult (mayor)
- Anónimo † (mencionado en 877)
- Anónimo † (mencionado en 1062)
- Anónimo † (mencionado en 1121)
- Teodoro † (antes de 1141-después de 1167?)
- Pietro I †
- Giovanni † (mencionado en 1199)
- Anónimo † (mencionado en 1227)
- Andrea † (mencionado en 1251)
- Anónimo † (mencionado en 1308)
- Pietro II † (mencionado en 1351)
- Nicola I † (21 de abril de 1367-? falleció)
- Lorenzo da Portegno, O.P. † (19 de agosto de 1370-circa 1376 falleció)
- Matteo da Norcia, O.E.S.A. † (27 de agosto de 1376-?)
- Sergio † (mencionado en 1391)
- Alessio † (4 de noviembre de 1405-? falleció)
- Nicolo Zaccaria † (5 de mayo de 1421-? falleció)
- Dusman † (30 de abril de 1427-?)
- Nicola II † (antes de 1454-circa 1470 falleció)
- Stefano † (26 de octubre de 1470-? falleció)
- Giovanni † (10 de mayo de 1475-?)
- Martino Massarech † (18 de abril de 1515-? falleció)
- Isidoro Almopaveri † (12 de abril de 1518-?)
- John Stanywell † (28 de abril de 1524-?)
- Lorenzo Santarelli † (7 de junio de 1529-?)
- Martino Polono, O.P. † (mencionado en 1574)
  - Sede vacante (?-1656)
- Vincenzo Giovannelli, O.F.M. † (10 de enero de 1656-1660 renunció)
- Giacinto da Sezze, O.F.M. † (20 de septiembre de 1660-?)
  - Peter Tolić † (29 de octubre de 1683-?) (vicario apostólico)
- Peter Karagić, O.F.M. † (15 de septiembre de 1698-25 de septiembre de 1702 nombrado arzobispo de Skopie)
- Marino Gini † (26 de noviembre de 1703-29 de marzo de 1719 nombrado obispo de Sapë)
- Pietro Scurra † (15 de mayo de 1719-30 de septiembre de 1720 nombrado arzobispo de Durrës)
  - Giovanni Galata † (23 de diciembre de 1720-15 de noviembre de 1728 nombrado obispo de Lezhë) (administrador apostólico)
- Marco de Luchi † (24 de septiembre de 1731-9 de marzo de 1746 nombrado arzobispo de Bar)
- Serafino Torriani, O.F.M.Ref. † (9 de marzo de 1746-19 de septiembre de 1754 renunció)[28]
- Giorgio Giunchi † (3 de enero de 1757-9 de diciembre de 1765 nombrado obispo de Lezhë)
- Alessandro Bianchi † (27 de enero de 1766-1780 falleció)
- Giovanni Logorezzi † (2 de abril de 1781-26 de septiembre de 1791 nombrado obispo de Sapë)
- Marco Negri † (26 de septiembre de 1791-8 de julio de 1808 nombrado obispo de Sapë)
- Antonio Dodmassei † (8 de julio de 1808-19 de diciembre de 1814 nombrado obispo de Shkodër)
- Michalangelo Calmet † (19 de diciembre de 1814-22 de julio de 1816 nombrado obispo de Ripatransone)
- Pietro Ginaj (Ginnay) † (4 de julio de 1817-1 de abril de 1832 renunció)[29]
  - Sede vacante dada en administración al obispo de Shkodër (1833-1847)
- Paolo Dodmassei † (30 de julio de 1847-1 de junio de 1858 nombrado obispo de Lezhë)
- Pasquale Vuičić (Vujcic), O.F.M.Obs. † (1 de junio de 1858-7 de septiembre de 1860 nombrado obispo titular de Antifello)
- Dario Bucciarelli, O.F.M.Obs. † (18 de diciembre de 1860-14 de junio de 1864 nombrado arzobispo de Skopie)
- Paolo Beriscia † (14 de junio de 1864-21 de agosto de 1869 falleció)
- Alberto Gracchi, O.F.M.Ref. † (24 de mayo de 1870-22 de diciembre de 1887 falleció)
- Lorenzo Petris de Dolammare † (7 de enero de 1889-5 de agosto de 1890 nombrado obispo de Sapë)
- Nicola Marconi, O.F.M.Ref. † (23 de diciembre de 1890-5 de enero de 1911 renunció[30])
- Bernardino Shlaku, O.F.M. † (31 de enero de 1911 por sucesión-9 de noviembre de 1956 falleció)
  - Sede vacante (1956-1992)
- Robert Ashta, O.F.M. † (25 de diciembre de 1992-12 de abril de 1998 falleció)
  - Sede vacante (1998-2005)

### Sede de Pult menor
- Anónimo † (antes de 1340)
- Giovanni, O.P. † (2 de junio de 1345-?)
- Gregorio † (mencionado en 1351)
- Dusman † (1427-circa 1446)
- Giorgio I † (22 de junio de 1446-?)
- Damiano † (1 de septiembre de 1449-1467? falleció)
- Margarino † (7 de enero de 1467-?)
- Giorgio II †
- Giovanni Cabrero †
- Pietro Socchi (o Zagno) † (10 de enero de 1508-?)
- Diego, O.F.M. † (10 de diciembre de 1508-?)
- Domenico Crutphi † (mencionado en 1513)
- Majorius Somo † (12 de abril de 1518-circa 1520 falleció)
- Vincenzo Scalona, O.S.B. † (13 de junio de 1520-?)

### Sede de Shkodër-Pult
- Angelo Massafra, O.F.M., desde el 25 de enero de 2005

## Estadísticas
De acuerdo al Anuario Pontificio 2021 la arquidiócesis tenía a fines de 2020 un total de 125 375 fieles bautizados.
| Año                                                                             | Población            | Población | Población      | Sacerdotes | Sacerdotes    | Sacerdotes    | Bautizados por sacerdote | Diáconos permanentes | Religiosos | Religiosos | Parroquias |
| Año                                                                             | Bautizados católicos | Total     | % de católicos | Total      | Clero secular | Clero regular | Bautizados por sacerdote | Diáconos permanentes | Varones    | Mujeres    | Parroquias |
| ------------------------------------------------------------------------------- | -------------------- | --------- | -------------- | ---------- | ------------- | ------------- | ------------------------ | -------------------- | ---------- | ---------- | ---------- |
| Diócesis de Pult                                                                |                      |           |                |            |               |               |                          |                      |            |            |            |
| 1942                                                                            | 17 125               | ?         | ?              | 16         | 3             | 13            | 1070                     |                      |            |            | 16         |
| 1997                                                                            | 30 810               | 46 247    | 66.6           | 4          | 2             | 2             | 7702                     |                      | 2          | 8          | 18         |
| 2001                                                                            | 30 646               | 41 000    | 74.7           | 6          | 2             | 4             | 5107                     |                      | 4          | 8          | 18         |
| 2002                                                                            | 30 640               | 41 000    | 74.7           | 8          |               | 8             | 3830                     |                      | 9          | 7          | 18         |
| Arquidiócesis de Shkodër                                                        |                      |           |                |            |               |               |                          |                      |            |            |            |
| 1999                                                                            | 255 000              | 300 000   | 85.0           | 32         | 15            | 17            | 7968                     |                      | 45         | 66         | 27         |
| 2000                                                                            | 255 000              | 300 000   | 85.0           | 36         | 14            | 22            | 7083                     |                      | 49         | 66         | 27         |
| 2001                                                                            | 130 000              | 200 000   | 65.0           | 42         | 16            | 26            | 3095                     |                      | 53         | 109        | 29         |
| 2002                                                                            | 130 000              | 200 000   | 65.0           | 47         | 19            | 28            | 2765                     |                      | 48         | 113        | 29         |
| 2003                                                                            | 132 800              | 202 800   | 65.5           | 47         | 18            | 29            | 2825                     |                      | 49         | 116        | 29         |
| 2004                                                                            | 132 800              | 202 800   | 65.5           | 48         | 18            | 30            | 2766                     |                      | 51         | 119        | 29         |
| Arquidiócesis de Shkodër-Pult                                                   |                      |           |                |            |               |               |                          |                      |            |            |            |
| 2007                                                                            | 165 000              | 236 500   | 69.7           | 58         | 21            | 37            | 2844                     |                      | 55         | 128        | 43         |
| 2010                                                                            | 164 900              | 236 302   | 69.8           | 59         | 23            | 36            | 2794                     |                      | 54         | 169        | 43         |
| 2014                                                                            | 166 700              | 238 000   | 70.0           | 55         | 21            | 34            | 3030                     |                      | 62         | 158        | 40         |
| 2017                                                                            | 167 000              | 250 300   | 66.7           | 50         | 18            | 32            | 3340                     |                      | 56         | 156        | 43         |
| 2020                                                                            | 149 675              | 239 500   | 62.5           | 54         | 18            | 36            | 2771                     |                      | 59         | 152        | 40         |
| Fuente: Catholic-Hierarchy, que a su vez toma los datos del Anuario Pontificio. |                      |           |                |            |               |               |                          |                      |            |            |            |

### Cronología de Shkodër
- (en latín) Pius Bonifacius Gams, Series episcoporum Ecclesiae Catholicae, Leipzig, 1931, p. 418
- (en latín) Konrad Eubel, Hierarchia Catholica Medii Aevi, vol. 1 Archivado el 9 de julio de 2019 en Wayback Machine., p. 440; vol. 2, pp. XXXVII, 232; vol. 3, p. 294; vol. 4, p. 307; vol. 5, p. 347; vol. 6, p. 370; vol. 7, pp. 337-338; vol. 8, pp. 505-506
- «Cronostassi» (en albanés). Archivado desde el original el 13 de octubre de 2012. Consultado el 10 de octubre de 2010.

### Cronología de Pult
- (en inglés) La diócesis en el sitio de www.gcatholic.org
- (en latín) Pius Bonifacius Gams, Series episcoporum Ecclesiae Catholicae, Leipzig, 1931, pp. 412-413
- (en latín) Konrad Eubel, Hierarchia Catholica Medii Aevi, vol. 1 Archivado el 9 de julio de 2019 en Wayback Machine., pp. 403-404; vol. 2, p. 217; vol. 3, p. 276; vol. 4, p. 289; vol. 5, p. 325; vol. 6, p. 349; vol. 7, p. 315; vol. 8, p. 472
- «Cronostassi» (en albanés). Archivado desde el original el 7 de agosto de 2011. Consultado el 7 de agosto de 2011.

- Datos: Q1365586
- Multimedia: Roman Catholic Archdiocese of Shkodër-Pult / Q1365586